# Адміністративний устрій Рокитнівського району
Адміністративний устрій Рокитнівського району — адміністративно-територіальний поділ Рокитнівського району Рівненської області на 2 селищні та 14 сільських рад, які об'єднують 39 населених пунктів та підпорядковані Рокитнівській районній раді. Адміністративний центр — смт Рокитне.

## Список радРокитнівського району
| №  | Назва                        | Центр          | Населені пункти                                | Площа км² | Місце за площею | Населення (2001), чол. | Місце за населенням | Розташування |
| -- | ---------------------------- | -------------- | ---------------------------------------------- | --------- | --------------- | ---------------------- | ------------------- | ------------ |
| 1  | Рокитнівська селищна рада    | смт Рокитне    | смт Рокитне                                    |           |                 |                        |                     |              |
| 2  | Томашгородська селищна рада  | смт Томашгород | смт Томашгород                                 |           |                 |                        |                     |              |
| 3  | Березівська сільська рада    | с. Березове    | с. Березове с. Грабунь с. Заболоття            |           |                 |                        |                     |              |
| 4  | Біловізька сільська рада     | c. Біловіж     | c. Біловіж с. Купель с. Мушні                  |           |                 |                        |                     |              |
| 5  | Блажівська сільська рада     | c. Блажове     | c. Блажове с. Більськ с. Залав'я               |           |                 |                        |                     |              |
| 6  | Борівська сільська рада      | c. Борове      | c. Борове с. Нетреба                           |           |                 |                        |                     |              |
| 7  | Вежицька сільська рада       | c. Вежиця      | c. Вежиця с. Переходичі                        |           |                 |                        |                     |              |
| 8  | Глиннівська сільська рада    | c. Глинне      | c. Глинне с. Дубно с. Познань с. Хміль         |           |                 |                        |                     |              |
| 9  | Кам'янська сільська рада     | c. Кам'яне     | c. Кам'яне с. Будки-Кам'янські с. Обсіч        |           |                 |                        |                     |              |
| 10 | Карпилівська сільська рада   | c. Карпилівка  | c. Карпилівка                                  |           |                 |                        |                     |              |
| 11 | Кисорицька сільська рада     | c. Кисоричі    | c. Кисоричі с. Дерть с. Олександрівка          |           |                 |                        |                     |              |
| 12 | Масевицька сільська рада     | c. Масевичі    | c. Масевичі с. Буда                            |           |                 |                        |                     |              |
| 13 | Рокитнівська сільська рада   | c. Рокитне     | c. Рокитне с. Лісове с. Осницьк с. Старики     |           |                 |                        |                     |              |
| 14 | Сновидовицька сільська рада  | c. Сновидовичі | c. Сновидовичі с. Будки-Сновидовицькі с. Остки |           |                 |                        |                     |              |
| 15 | Старосільська сільська рада  | c. Старе Село  | c. Старе Село с. Дроздинь                      |           |                 |                        |                     |              |
| 16 | Томашгородська сільська рада | c. Томашгород  | c. Томашгород с. Єльне                         |           |                 |                        |                     |              |

* Примітки: м. — місто, с-ще — селище, смт — селище міського типу, с. — село